# Бовес, Хосе Томас
Хосе Томас Бовес-и-де-ла-Иглесиа (исп. José Tomás Boves y de la Iglesia; 18 сентября 1782, Овьедо, Испания — 5 декабря 1814, Урика, Генерал-капитанство Венесуэла) — венесуэльский каудильо испанского происхождения, в ранней молодости моряк и контрабандист, активный участник испанской колониальной войны в Венесуэле. Командовал иррегулярными формированиями роялистов (в основном из числа пастухов-льянеро), сыгравшими ключевую роль в разгроме Второй Венесуэльской республики. Выступал с позиций социального популизма. Погиб в бою с венесуэльскими республиканцами.

## Из Испании в Венесуэлу
В пятилетнем возрасте Хосе Томас Бовес лишился отца. Его мать и сёстры вынуждены были работать прислугой в богатых домах. С одиннадцати лет Хосе Томас перебрался в Астурию и вёл самостоятельную жизнь. Изучал лоцманское дело в Хихоне.
С 1798 года Хосе Бовес плавал лоцманом на судах испанского военного и торгового флота. Был арестован за контрабанду и приговорён к 8 годам каторги. Для отбытия наказания отправлен в венесуэльскую крепость-тюрьму Пуэрто-Кабельо. Спустя некоторое время тюремное заключение было заменено ссылкой.
Бовес обосновался в льяносе, занялся торговлей и скотоводством. Женился на местной мулатке, имел сына. Как мелкий предприниматель, Хосе Бовес постоянно вступал в конфликты с креольской латифундистской аристократией и проникся чувством социальной мести.

## Война против Венесуэльской республики

### Разрыв с республиканцами
5 июля 1811 году венесуэльские патриоты-республиканцы во главе с Франсиско Мирандой и Симоном Боливаром провозгласили Венесуэлу независимой от Испании республикой. Первоначально Хосе Томас Бовес присоединился к восстанию. Он предложил повстанцам финансовую помощь и изъявил готовность участвовать в вооружённой борьбе на командной должности.
Однако лидеры движения — представители креольской элиты — не приняли в свои ряды торговца-простолюдина, выходца из Испании, да ещё обладающего криминальной репутацией. На непонятных основаниях Бовес был обвинён в измене, его лавка разгромлена, жена убита на глазах сына. После этого Бовес возненавидел республиканцев — патриотов независимой Венесуэлы.
Хосе Томас Бовес присоединился к испанским колониальным войскам генерал-капитана Хуана Доминго Монтеверде. Он участвовал в разгроме Первой республики, отличившись при взятии города Сан-Хуан-де-лос-Моррос.

### Предводитель льянеро
6 августа 1813 года Симон Боливар и его соратники учредили Вторую Венесуэльскую республику. В её разгроме Хосе Бовес сыграл решающую роль. Он сформировал роялистское конное ополчение из пастухов-льянеро, индейской, негритянской и мулатской бедноты, криминальных элементов. Историки отмечают харизму Бовеса, сумевшего завоевать непререкаемый авторитет в среде «полудиких» льянеро и разбойников.
Война Бовеса велась за сохранение колониального господства Испанской монархии. Однако к своим бойцам Бовес обращался под лозунгами социального популизма, призывал к расправе над элитой, обещал социальные вольности, передел собственности, искоренение рабства и феодального угнетения.

Он предложил своим льянерос — неграм, индейцам, мулатам и метисам — своего рода социальную программу, сводившуюся к двум понятным и доступным им лозунгам: «грабь богатых!» и «режь белых!», ибо богатые плантаторы были креолами, а креолы больше всех поддерживали республику. Такая вот «революция навыворот», которую марксизм-ленинизм никак не мог объяснить.— 
Формирование Бовеса получило название «Королевская армия Барловенто» (равнина Барловенто — регион нынешней венесуэльской Миранды). Республиканцы же прозвали его «Адский легион».
Первый бой конников Бовеса состоялся 21 сентября 1813 года. Бойцы Бовеса разгромили венесуэльских патриотов под городом Калабозо, затем захватили и сожгли город Вилья-де-Кура. Три недели спустя против Бовеса выступили войска известного своей жестокостью республиканского генерала Кампо Элиаса (тоже испанца по происхождению). Бовес потерпел сокрушительное поражение, был ранен и едва успел отступить, сохранив лишь 17 человек.
Но Бовес сумел восстановить свои боевые силы из-за ошибок карательной политики республиканцев. Жестокие репрессии, обрушенные на роялистов-льянеро, вновь подняли популярность Бовеса. Кроме того, республиканское правительство было подвержено расовым предрассудкам и возвращало хозяевам беглых рабов-негров. Поэтому в этой среде Бовес также встретил поддержку.
1 ноября 1813 Бовес обнародовал декларацию, в которой призвал вступать в королевскую армию для борьбы за «святое дело». При этом особо оговаривалось, что имущество «предателей» будет разделено между бойцами.

### Бои против Боливара
8 декабря 1813 в бою у реки Гуарико восстановленный отряд Бовеса разгромил республиканцев полковника Педро Алдао. Сам Алдао был убит, его голова надета на пику (такие действия вообще были характерны для Бовеса). 3 февраля 1814 года при селении Ла-Пуэрта в Гуарико Бовес нанёс поражение войскам Кампо Элиаса, взяв реванш за свой провал в октябре. После этого в тюрьме Каракаса республиканцы превентивно казнили около полутора тысяч заключённых-уголовников, опасаясь их побега и перехода к Бовесу. 12 февраля 1814 формирования Бовеса одержали новую крупную победу захватив один из республиканских центров — город Ла-Виктория.
28 февраля 1814 Бовес осадил город Сан-Матео, обороной которого командовал лично Боливар. Здесь он не добился успеха и вынужден был отступить под ударами республиканских войск Сантьяго Мариньо. Однако в ходе осады Сан-Матео был окончательно разгромлен отряд Кампо Элиаса и сам он смертельно ранен.
Решающее сражение произошло 15 июня 1814, снова при Ла-Пуэрта. Льянеро Бовеса одержали решительную победу над республиканскими войсками Боливара и Мариньо. 19 июня Бовес подступил к последнему крупному оплоту патриотов — городу Валенсия. Осада продолжалась до 9 июля. Валенсия была сдана под клятвенное обещание Бовеса сохранить жизнь защитникам. Однако, заняв Вленсию, Бовес устроил жестокую резню, причём в издевательском антураже песен и танцев. Были убиты, по разным оценкам, 400—500 человек. Хладнокровные убийства пленных и гражданских лиц, подозреваемых в сочувствии республиканцам, вообще характеризовали действия Бовеса. Историки отмечают его крайнюю жестокость, «как на поле боя, так и вне его».
Из Валенсии Бовес двинулся на восток, в направлении Каракаса.

После захвата Каракаса испанцами Бовес направил следующий лаконичный приказ новому губернатору столицы: «Через двадцать дней буду в столице. Если найду в живых хоть одного патриота, снесу вам голову. Ваш покорный слуга Бовес».— Иосиф Лаврецкий
В венесуэльскую столицу он вступил 15 июля. По его приказу были убиты все подозреваемые в причастности к республиканским войскам. Поражение Второй республики было совершенно очевидным.

### Победа и гибель
Республиканцы под командованием генерала Хосе Феликса Рибаса попытались организовать сопротивление. 16 октября 1814 Бовес одержал верх над войсками генерала Мануэля Пиара при Эль-Саладо близ Куманы, 9 ноября разгромил генерала Хосе Франсиско Бермудеса при деревне Гуанагуана в Монагасе. Остатки республиканских войск отступили в Ансоатеги.
Бовес продолжал преследование. Его последний бой состоялся 5 декабря 1814 года. Предводительствуемые Бовесом льянеро вновь одержали победу, окончательно разгромив республиканцев.

Победители рисовали кровью своих жертв на стенах домов непристойные сцены. Такую же резню устроили льянеро в Матурине, где погибли многие семьи креолов, «от хозяина до раба включительно», как отмечал один очевидец. Но с гибелью Второй республики погиб и её палач. В последнем сражении при Урике патриот Амбросио Брабанте заколол копьем Бовеса.— Иосиф Лаврецкий
По другим данным, Бовеса убил в том бою республиканский офицер Педро Сараса Манрике, имевший с ним личные счёты.
После гибели Бовеса во главе «Королевской армии Барловенто» стал его ближайший сподвижник Франсиско Томас Моралес.

## Исторический образ
В независимой Венесуэле Хоссе Томас Бовес обычно воспринимается как отрицательная историческая фигура. Он рассматривается как противник независимости, авантюрист, жестокий колониальный каратель. Однако этот образ отнюдь не столь однозначен. Существуют и принципиально иные оценки Бовеса — как лидера «народного движения свободных льянеро» против помещичьей и чиновной олигархии. Его служба испанской колониальной администрации рассматривается как трагическая случайность, причём возникшая по вине высокомерных креолов.
Политически Бовес держался как независимый каудильо, обособленно от испанских властей, имел собственные амбиции, идеи и планы. Это проявлялось даже на символическом уровне — его войска выступали не под испанскими знамёнами, а под Весёлым Роджером. Известный венесуэльский писатель и дипломат Франсиско Геррера Луке, автор книги Boves el Urogallo, характеризовал Бовеса как «разрушителя колониального порядка» и «первого каудильо демократии в Венесуэле».

В народном восстании 1814 года многие венесуэльцы боролись не только за порядки Боливара и Рибаса, но и за порядок Бовеса… Богатые землевладельцы не хотели освобождать рабов, не хотели социального равенства. Даже Боливар тогда ещё чётко не определился в этих вопросах. И что же случилось? Негры, мулаты, индейцы, бедняки пошли за человеком, который предложил им свободу. Его звали Хосе Томас Бовес. Он был неутомимым вождём бедноты. Это был гнев бедных против богатых, да и вообще против белых.— Уго Чавес, 12 февраля 2012 года
Такие оценки косвенно подтверждаются тем фактом, что после гибели Бовеса движение льянеро переориентировалось на борьбу за независимость. Его лидером стал Хосе Антонио Паэс, начинавший бойцом в войсках Хосе Томаса Бовеса.